# Bhogapur, Lingsugur
Bhogapur là một làng thuộc tehsil Lingsugur, huyện Raichur, bang Karnataka, Ấn Độ.